# Super Chef
Super Chef foi um talent show brasileiro de culinária exibido como quadro dentro do programa Mais Você e apresentado por Ana Maria Braga.

## Produção
Os participantes ficavam hospedados em um hotel, sem poder retornar para suas casas, passando diariamente por  cursos de gastronomia regional e internacional, degustações, preparo de pratos, manipulação de ervas e temperos, além de aprenderem a administrar restaurantes. Uma prova de culinária é realizada, de onde os técnicos avaliam os pratos e dão as notas, sendo que os dois com menores notas vão para a prova da "Panela de Pressão", onde preparam um novo prato e passam pela votação do público, que elimina um deles. O programa reúne cozinheiros amadores em busca de aprimorar seus conhecimentos e conquistar o prêmio final – R$ 50 mil e um carro – para investir em seu próprio restaurante e desenvolver a carreira.

## Temporadas
| Temporada | Temporada | Participantes | Exibição Original      | Exibição Original      |
| Temporada | Temporada | Participantes | Estreia de temporada   | Final de temporada     |
| --------- | --------- | ------------- | ---------------------- | ---------------------- |
|           | 1ª        | 13            | 8 de setembro de 2008  | 17 de novembro de 2008 |
|           | 2ª        | 11            | 16 de novembro de 2009 | 11 de dezembro de 2009 |
|           | 3ª        | 10            | 1 de julho de 2011     | 4 de agosto de 2011    |

## Participantes

### 1.ª temporada (2008)
| Participante      | Resultado                                | Ref.   |
| ----------------- | ---------------------------------------- | ------ |
| Henrique Gilberto | Vencedor em 17 de novembro de 2008       | [ 6 ]  |
| Dalton Rangel     | 2.º lugar em 17 de novembro de 2008      | [ 6 ]  |
| Mariana Palmeira  | 10.ª eliminada em 12 de novembro de 2008 |        |
| Jéssica Torres    | 9.ª eliminada em 10 de novembro de 2008  |        |
| Ana Cristina      | 8.ª eliminada em 3 de novembro de 2008   |        |
| Liliane Pereira   | 7.ª eliminada em 27 de outubro de 2008   | [ 7 ]  |
| Fabíola Medeiros  | 6.ª eliminada em 20 de outubro de 2008   | [ 8 ]  |
| Gustavo Silva     | 5.º eliminado em 13 de outubro de 2008   |        |
| Erik Fillies      | 4.º eliminado em 6 de outubro de 2008    | [ 9 ]  |
| Leoni Dornelles   | Desistente em 30 de setembro de 2008     | [ 10 ] |
| Jamile Suélen     | 3.ª eliminada em 29 de setembro de 2008  | [ 11 ] |
| Bruno Alves       | 2.º eliminado em 22 de setembro de 2008  | [ 12 ] |
| Leon Pereira      | 1.º eliminado em 15 de setembro de 2008  |        |

### 2.ª temporada (2009)
| Participante               | Resultado                                 | Ref.   |
| -------------------------- | ----------------------------------------- | ------ |
| Wlisses Reis               | Vencedor em 11 de dezembro de 2009        | [ 13 ] |
| Roberto Carvalho (Betynho) | 2.º lugar em 11 de dezembro de 2009       | [ 13 ] |
| Carol Fadel                | 8.ª eliminada em 10 de dezembro de 2009   | [ 14 ] |
| Mariane Sato               | 7.ª eliminada em 9 de dezembro de 2009    | [ 15 ] |
| Bianca Souza               | 6.ª eliminada em 4 de dezembro de 2009    | [ 16 ] |
| Gustavo Rocha (Guga)       | 5.º eliminado em 2 de dezembro de 2009    | [ 17 ] |
| Federico Tibau             | 4.º eliminado em 27 de novembro de 2009   | [ 18 ] |
| Bruno Mylla                | 3.º eliminado em 25 de novembro de 2009   | [ 19 ] |
| Elia Schramm               | Desclassificado em 23 de novembro de 2009 | [ 20 ] |
| Mariana Rodrigues          | 2.ª eliminada em 20 de novembro de 2009   | [ 21 ] |
| Bárbara Albuquerque        | 1.ª eliminada em 18 de novembro de 2009   | [ 22 ] |

### 3.ª temporada (2011)
| Participante      | Resultado                            | Ref.   |
| ----------------- | ------------------------------------ | ------ |
| Charlie Tecchio   | Vencedor em 4 de agosto de 2011      | [ 23 ] |
| Thiago Camelo     | 2.º lugar em 4 de agosto de 2011     | [ 23 ] |
| Eleonora Cozzella | 8.ª eliminada em 3 de agosto de 2011 | [ 24 ] |
| Felipe Lázaro     | 7.º eliminado em 1 de agosto de 2011 | [ 25 ] |
| Gabriele Fraga    | 6.ª eliminada em 29 de julho de 2011 | [ 26 ] |
| Shirley Santos    | 5.ª eliminada em 27 de julho de 2011 | [ 27 ] |
| Ronaldo Damasceno | 4.º eliminado em 22 de julho de 2011 | [ 28 ] |
| Marcílio Galeano  | 3.º eliminado em 15 de julho de 2011 | [ 29 ] |
| Pina Otoni        | 2.ª eliminada em 8 de julho de 2011  | [ 30 ] |
| Paula Cardoso     | 1.ª eliminada em 1 de julho de 2011  | [ 31 ] |